# ルミナスプロモーション
ルミナスプロモーション（luminous promotion）は、日本の芸能プロダクション。

## 概要
株式会社BELLTECHとして創業。AV女優の他、グラビアアイドルや役者のマネジメントも手掛けている。
Japan production guild（日本プロダクション協会）加盟プロダクション。
やまぐちりく、やまぐちりこのAV作品の著作権管理をしていることでも知られている。
2022年6月、社名をニーズワンに変更。屋号をルミナスプロモーションに改める。
2023年時点で12年在籍する春原未来によると、マネージャーは3～4人くらいの小さいアットホームな事務所とのこと。

## 主な所属モデル
- 春原未来[7]
- 早乙女らぶ
- 宝生リリー
- 神野ひな
- 南真悠
- 宮下玲奈
- 佐々木さき
- 七瀬かれん
- 天乃みくる
- 日向理名
- 十川ありさ
- 瀬緒凛

## 主な過去の所属モデル
- やまぐちりこ（肖像権管理は継続）
- やまぐちりく
- 霜月るな
- 長谷川夏樹